# Kröhnke-Pyridin-Synthese
Die Kröhnke-Pyridin-Synthese ist eine Namensreaktion der organischen Chemie, die nach ihrem Entdecker, dem deutschen Chemiker Fritz Kröhnke (1903–1981), benannt wurde. Sie dient der Synthese von Pyridinderivaten ausgehend von Bromaceton und 3-Penten-2-on. Pyridin selbst dient dabei als Katalysator. Die Reaktion erfolgt über mehrere Zwischenstufen, wobei unter anderem α,β-ungesättigten Ketone eingesetzt werden.

## Reaktionsmechanismus
Im Folgenden soll ein möglicher Reaktionsmechanismus für die Kröhnke-Pyridin-Synthese entsprechend der zweiten Übersichtsreaktion beschrieben werden. In diesem Beispiel sind R1, R2 und R3 Methylreste und damit das Reaktionsprodukt 2,4,6-Collidin.
Zunächst reagiert Pyridin mit Bromaceton zur Zwischenstufe 1. Auf eine Keto-Enol-Tautomerie folgt dann die Addition von (E)-3-Penten-2-on und es entsteht Zwischenstufe 2. Nach einer weiteren Keto-Enol-Tautomerie werden Pyridin und HBr abgespalten, so dass Zwischenstufe 3 gebildet wird. Die Reaktion läuft in Gegenwart eines Gemisches aus Ammoniumacetat und Essigsäure ab, welche in folgendem Gleichgewicht miteinander stehen:
{\displaystyle \mathrm {(CH_{3}COO)NH_{4}\rightleftharpoons CH_{3}COOH+NH_{3}} }
Auf diese Weise wird Ammoniak für den nächsten Reaktionsschritt geliefert:
Zuerst wird Ammoniak an die Zwischenstufe 3 addiert und über eine Tautomerie entsteht Zwischenstufe 4. Nach der Wasserabspaltung, kommt es zum Ringschluss. Schließlich wird unter Aromatisierung erneut Wasser abgespalten und  2,4,6-Trimethylpyridin (5) gebildet.